# Cultura Starčevo-Criş

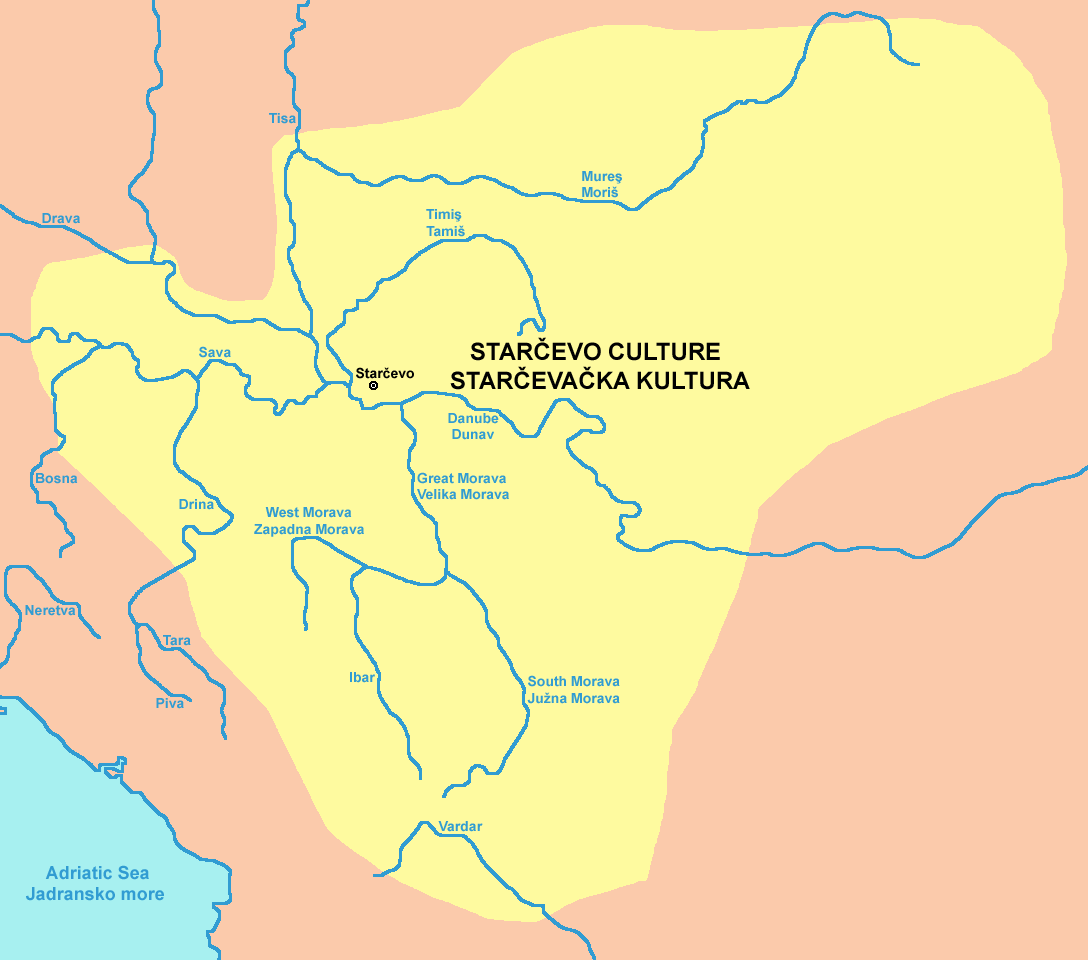

A Civilização Starčevo-Criş, também chamada Civilização Starčevo-Kőrös-Criş, é uma antiga civilização do sudeste da Europa, datando do período Neolítico entre cerca de 6200 a.C a 5200 a.C.
Starčevo está localizada ao norte do Danúbio, em Vojvodina, próximo a Belgrado, Sérvia. Ela representa o mais antigo asentamento de fazendas da da região, embora a caça e a colheita ainda representem uma parte significante da alimentação da população.